# Методий Маркович
Методий (на сръбски: Методије) е сръбски православен духовник, архимандрит, игумен на Хилендарския манастир от 2010 година.

## Биография
Роден е на 7 януари 1970 година в Чачак, в бедно семейство със светското име Владимир Маркович. Завършва Електротехническия факултет в Белград. През 1995 година Владимир приема монашество под името Методий. Ръкоположен е за дякон и след това за йеромонах от игумена на Хилендар Моисей Жаркович в 1997 година. От 2010 година йеромонах Методий е игумен на Хилендарския манастир. В 2010 година му е дадена офикията архимандрит.